# Lien Gisolf
Carolina Anna Gisolf, detta Lien (Bukittinggi, 13 luglio 1910 – Amstelveen, 30 maggio 1993), è stata un'altista olandese, vincitrice della medaglia d'argento ai Giochi olimpici di Amsterdam nel 1928.

## Biografia
La sua bravura la si è scoperta durante le gare scolastiche quando saltava 30 cm in più rispetto alle sue compagne. Ottenne un secondo posto ai giochi olimpici di Amsterdam nel 1928 nel salto in alto, dietro Ethel Catherwood. Fu la prima atleta olandese ad ottenere una medaglia alle olimpiadi.
Partecipò anche alle successive olimpiadi a Los Angeles non riuscendo a salire sul podio decise di lasciare l'atletica per dedicarsi all'hockey.

## Palmarès
| Anno | Manifestazione  | Sede      | Evento        | Risultato | Prestazione | Note |
| ---- | --------------- | --------- | ------------- | --------- | ----------- | ---- |
| 1928 | Giochi olimpici | Amsterdam | Salto in alto | Argento   | 1,56 m      |      |